# 닛산 티아나
닛산 티아나(Nissan Teana)는 닛산의 승용차이다.

## 1세대(J31)

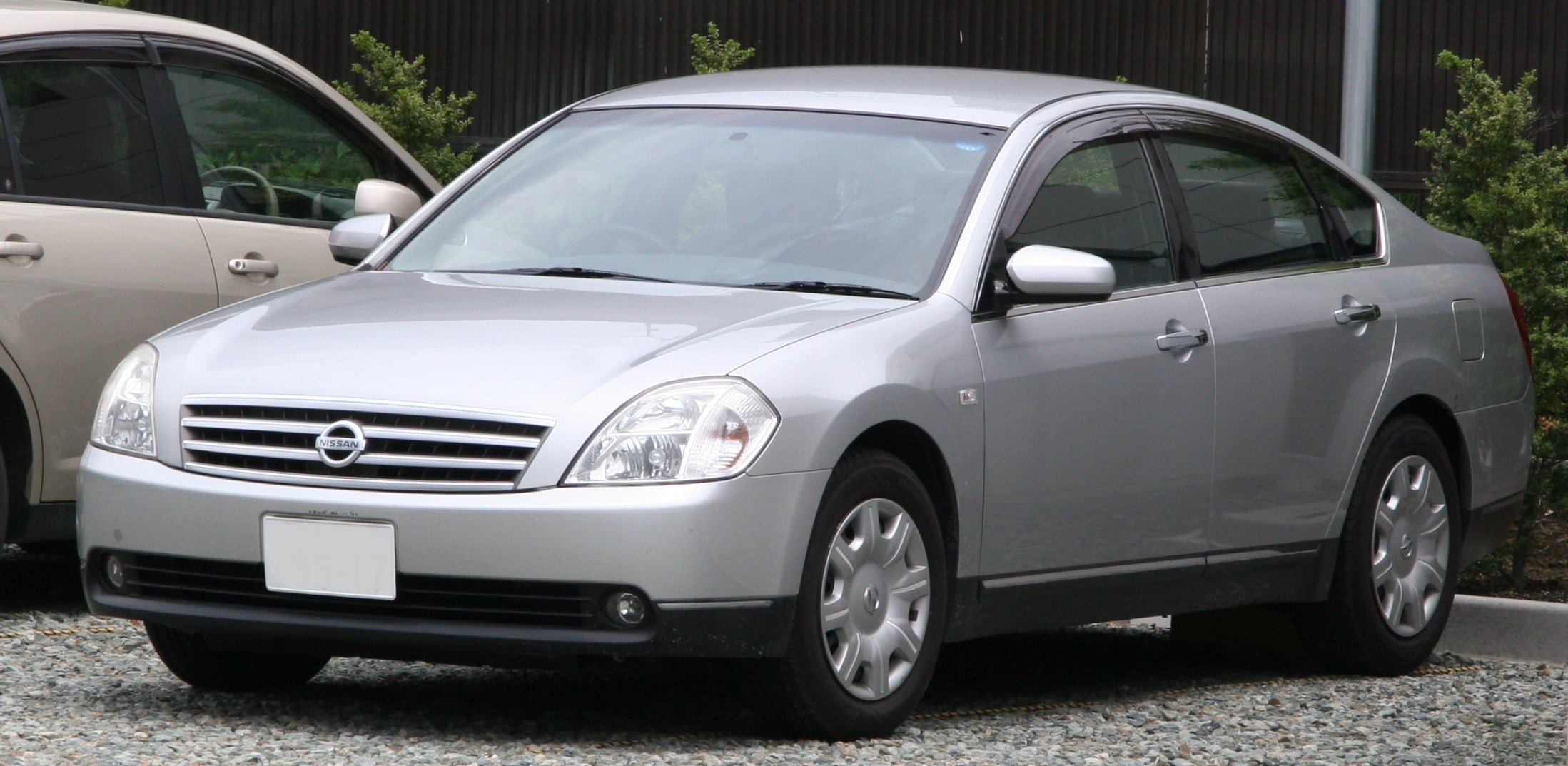
닛산 티아나(전기형) 정측면

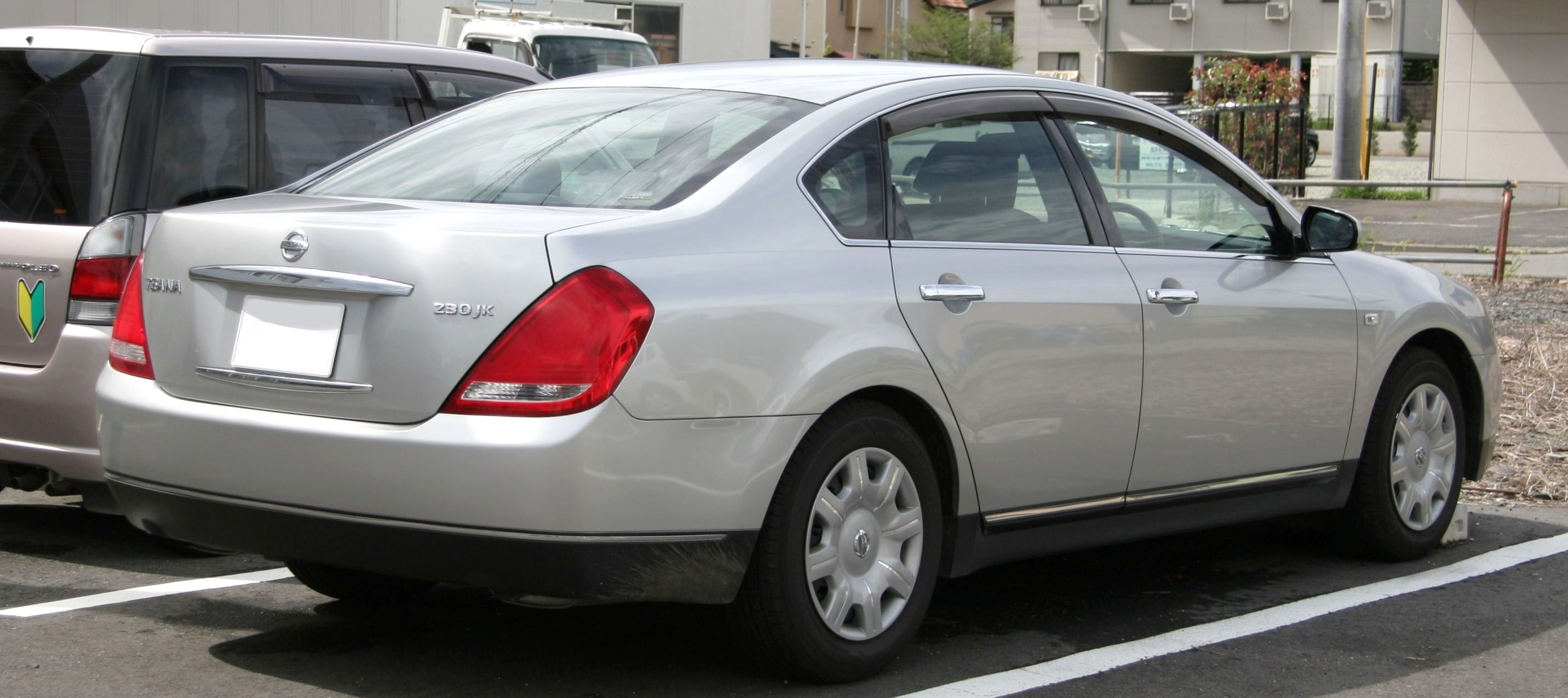
닛산 티아나(전기형) 후측면

2003년 2월에 세피로의 후속 차종으로 출시되었다. 모더니즘의 사상에 의한 디자인을 도입한 인테리어가 특징으로, 일본 뿐만 아니라 세계 40개국 이상에 판매되었다. 대한민국에서는 르노삼성의 1세대 SM7과 2세대 SM5의 베이스 모델로도 잘 알려져 있다. 중동에서는 르노 사프란으로 판매된적이있다.

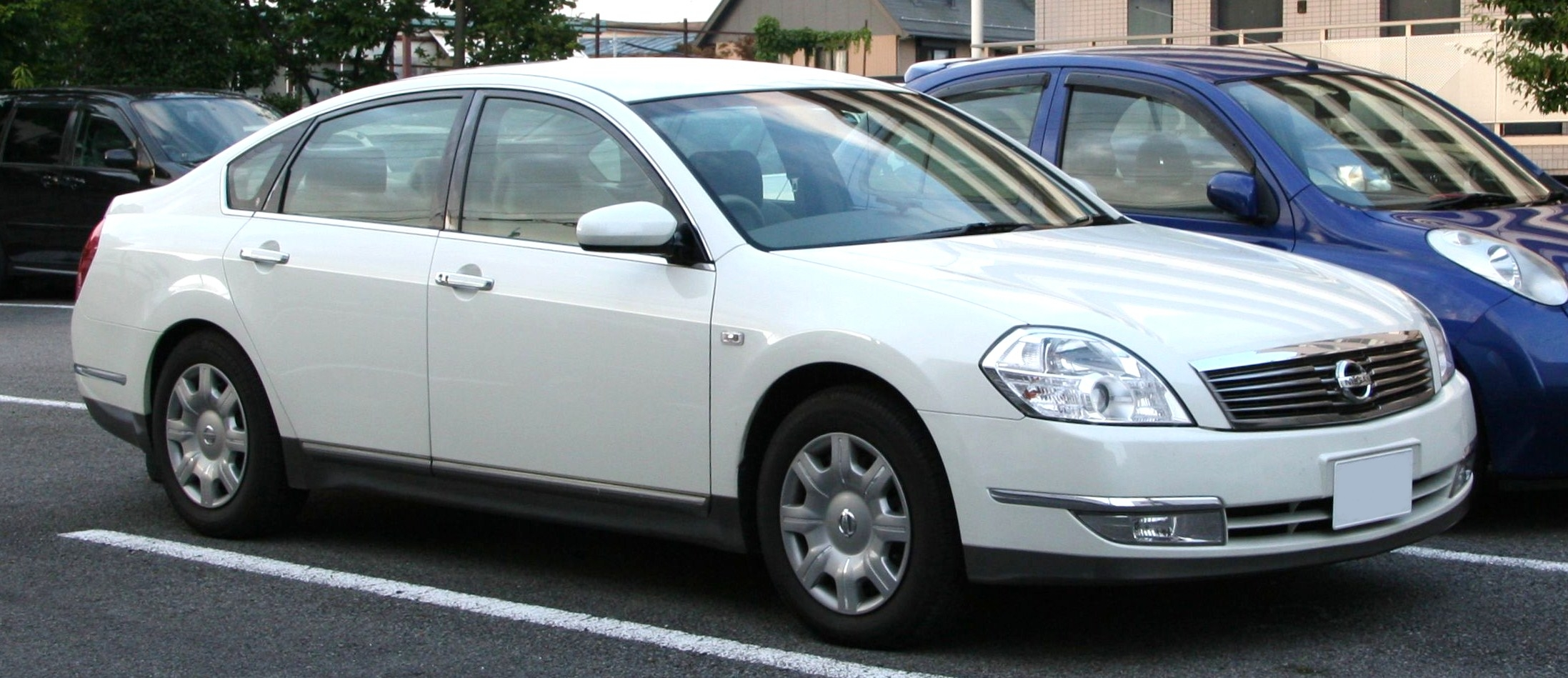
닛산 티아나(후기형) 정측면
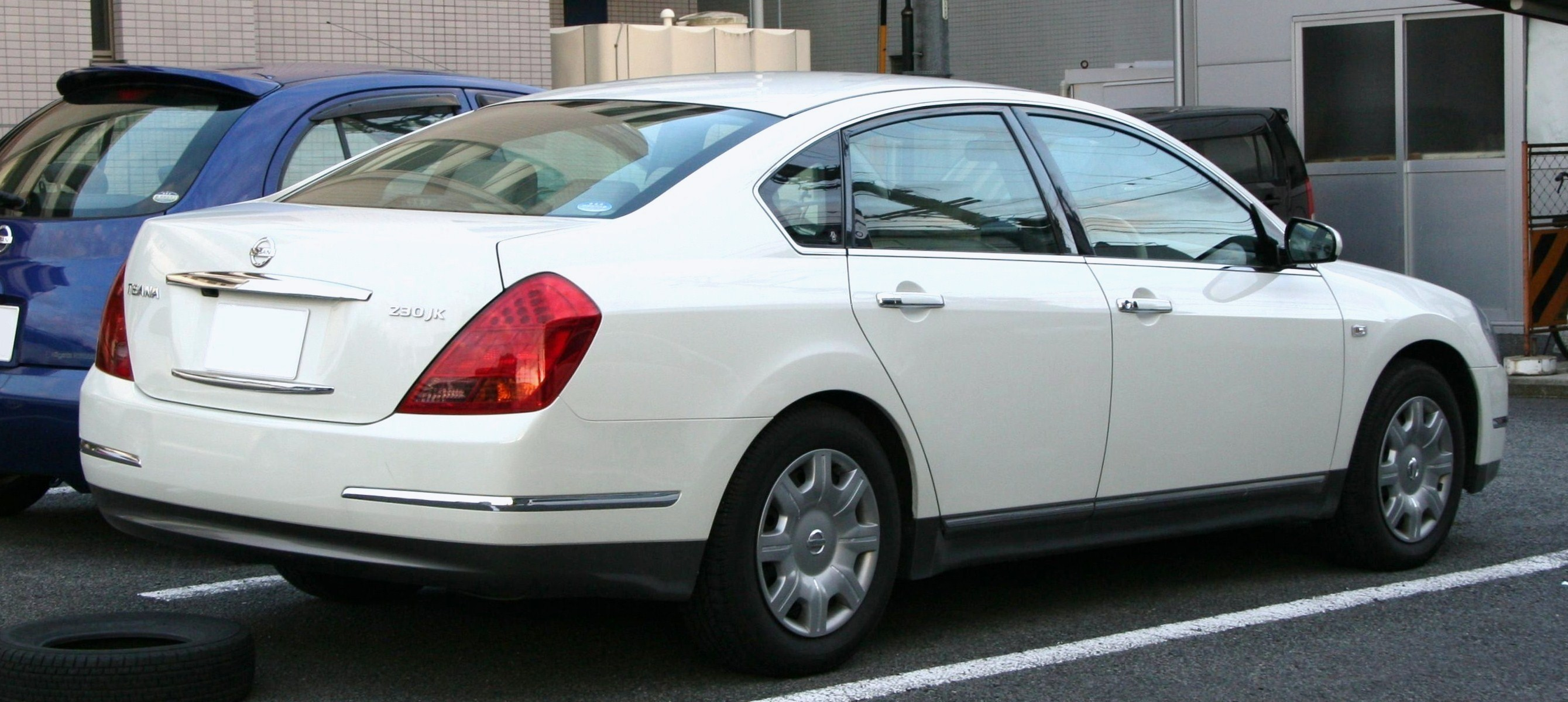
닛산 티아나(후기형) 후측면

## 2세대(J32)

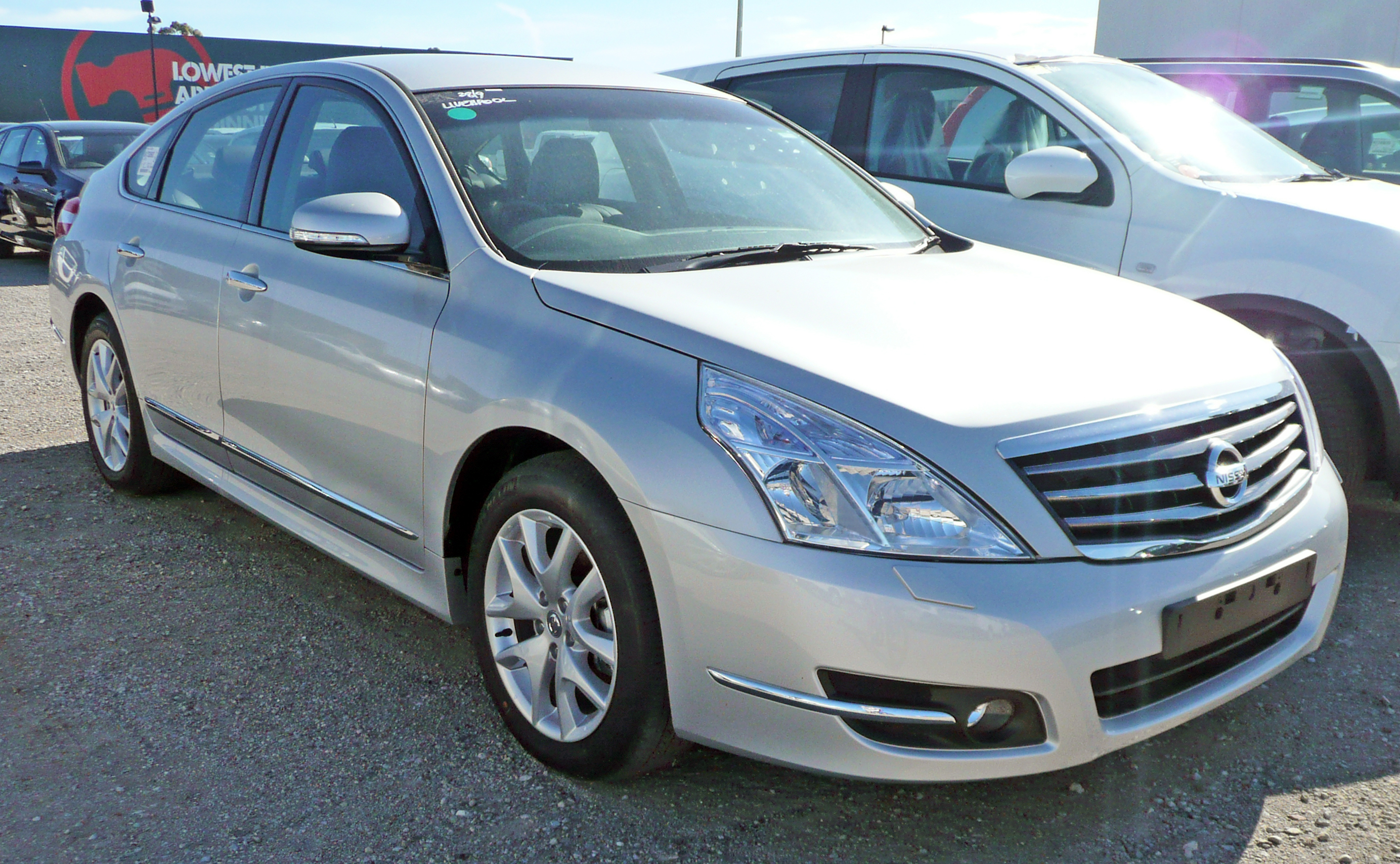
닛산 티아나 정측면

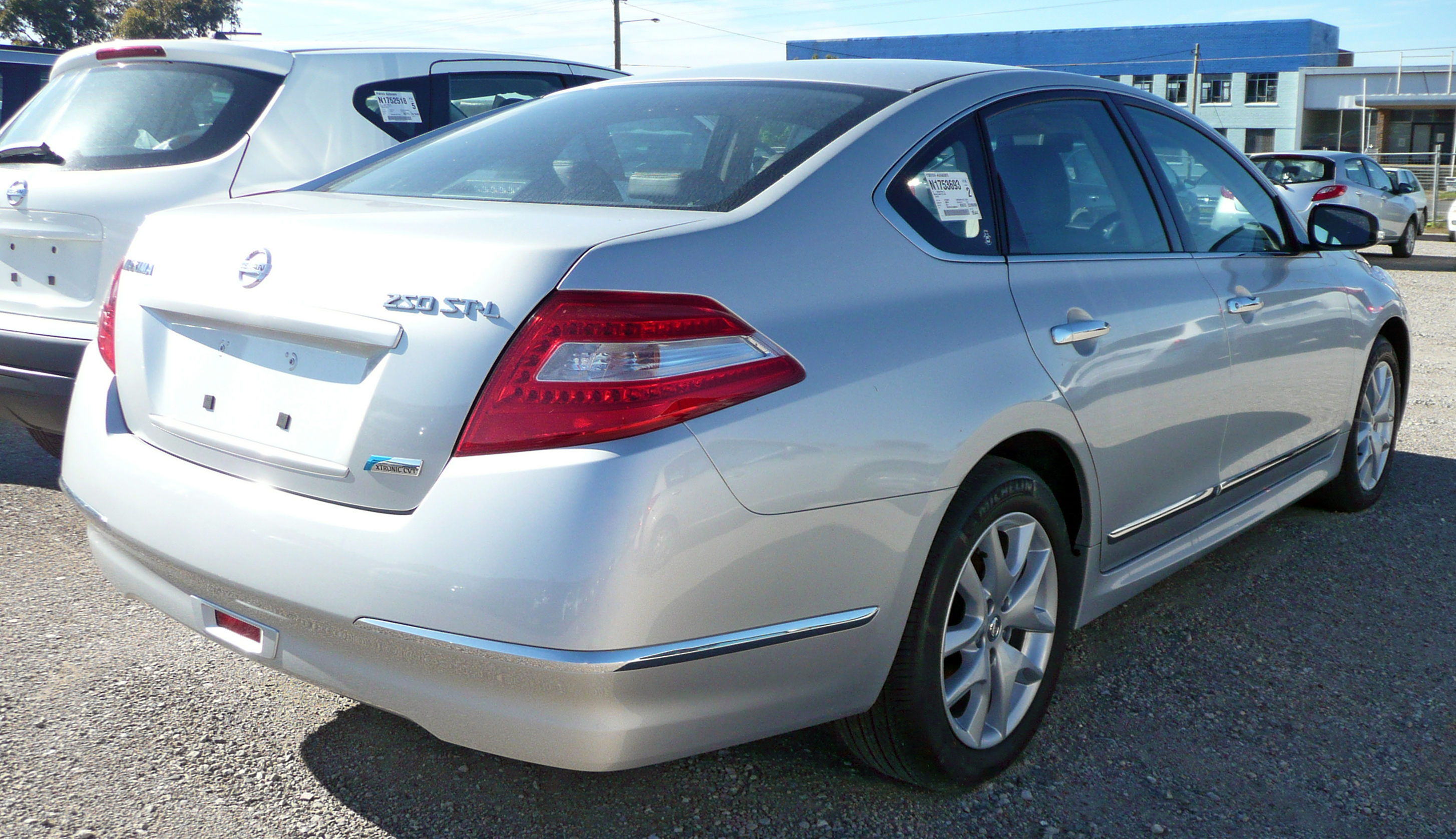
닛산 티아나 후측면

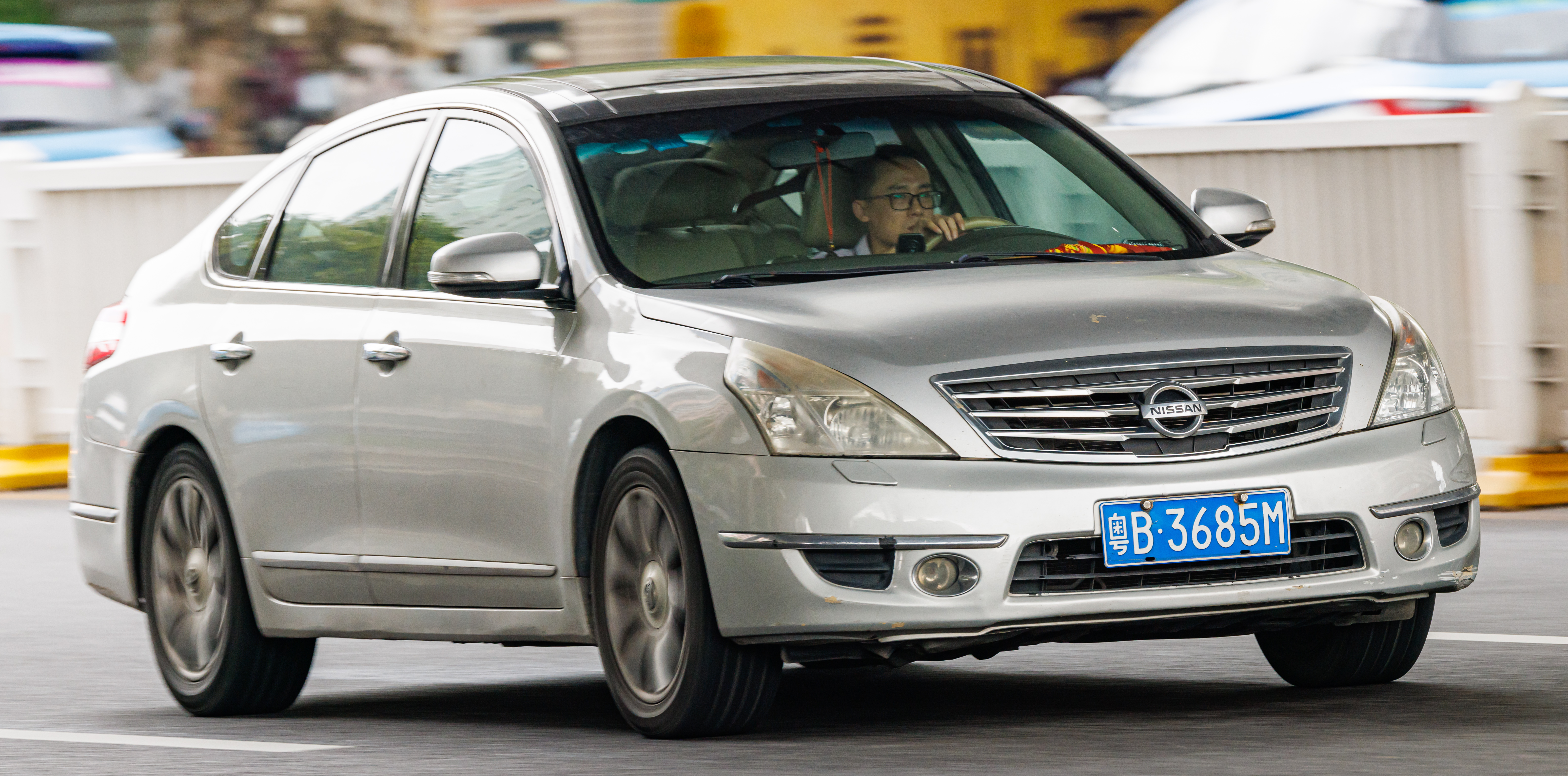
닛산 티아나 VIP (티아나 세드릭) 중국 사양 전기형

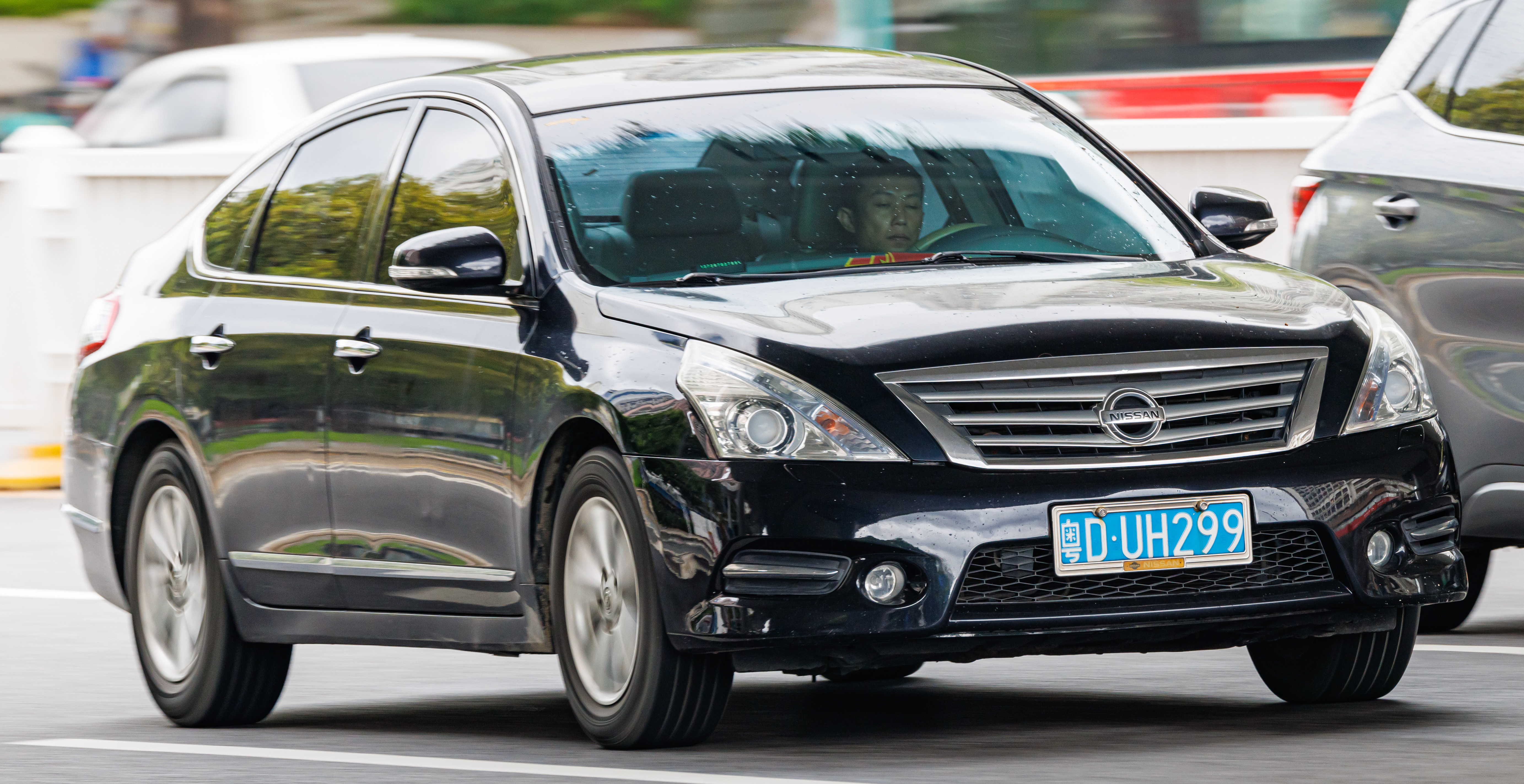
닛산 티아나 중국 사양 2011년 개량형 프런트

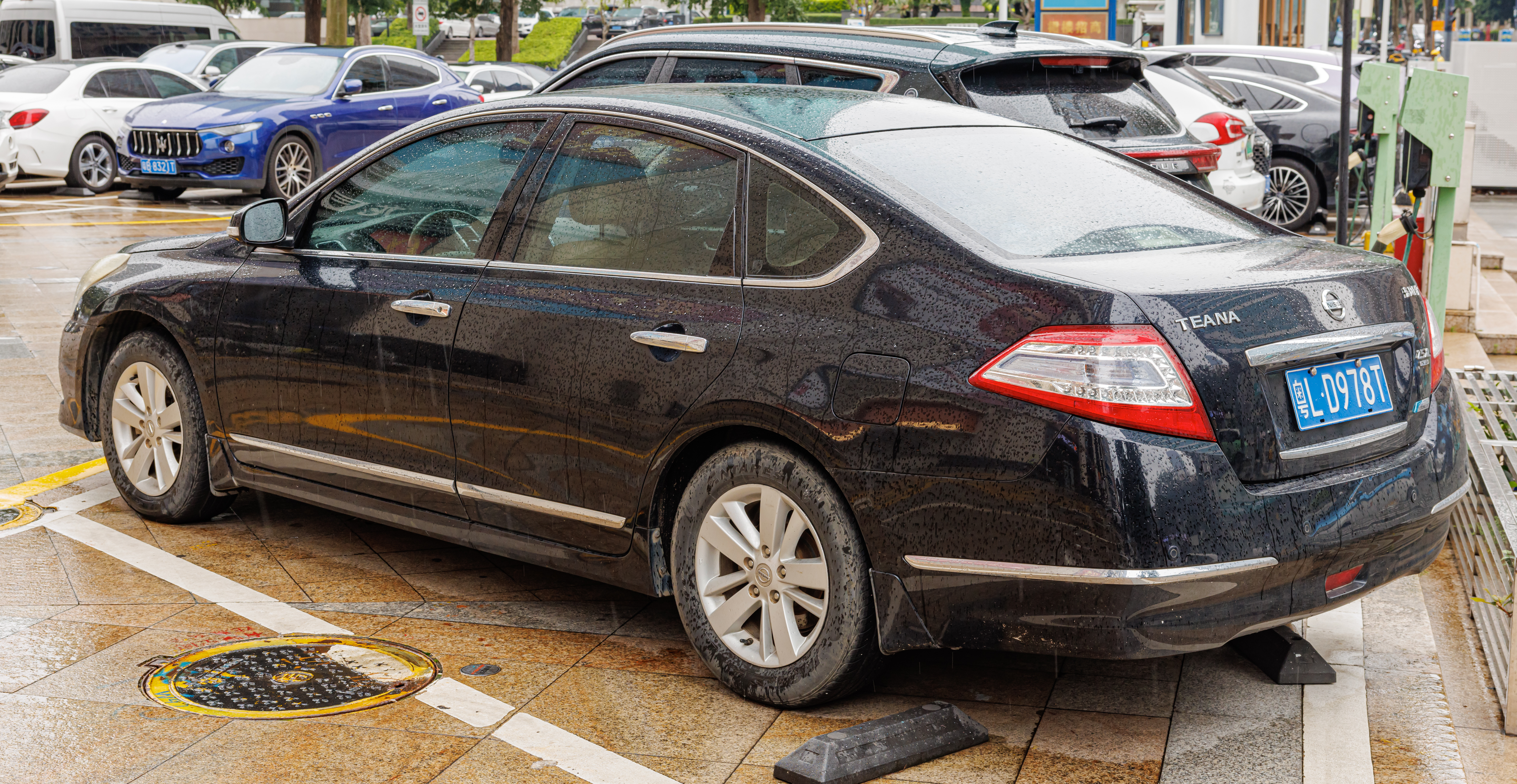
닛산 티아나 중국 사양 2011년 개량형 리어

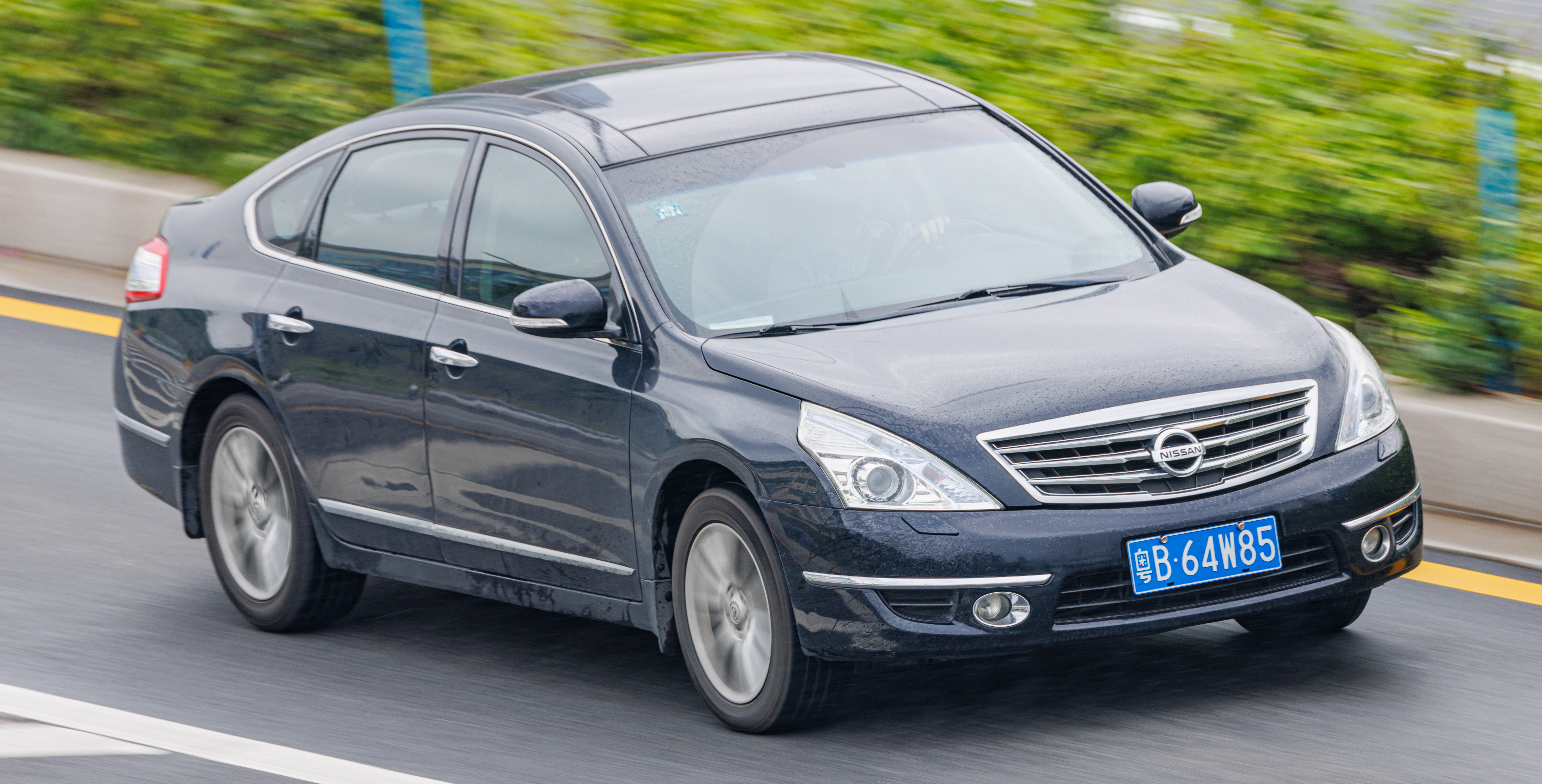
닛산 티아나 VIP (티아나 세드릭) 중국 사양 2011년 개량형

리바운드 스프링이 내장된 쇼크 업 쇼버를 단 신개발의 프런트 맥퍼슨 스트럿 서스펜션과 리어 멀티 링크서스 펜션에 의해서 충격 흡수성이나 정숙성을 높였다. 차체 강성 또한 크게 향상되었다. 크기가 큰 파노라마 선루프가 적용되었다 그리고 2005년에 출시되었다.

## 3세대(L33)

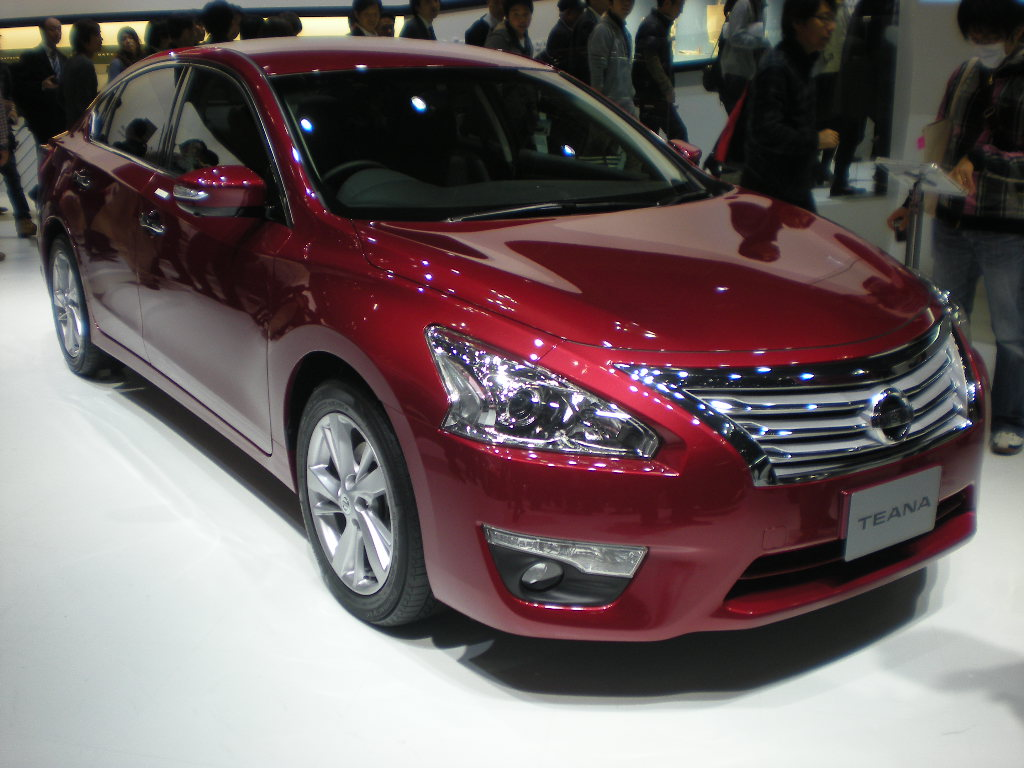
닛산 티아나 정측면

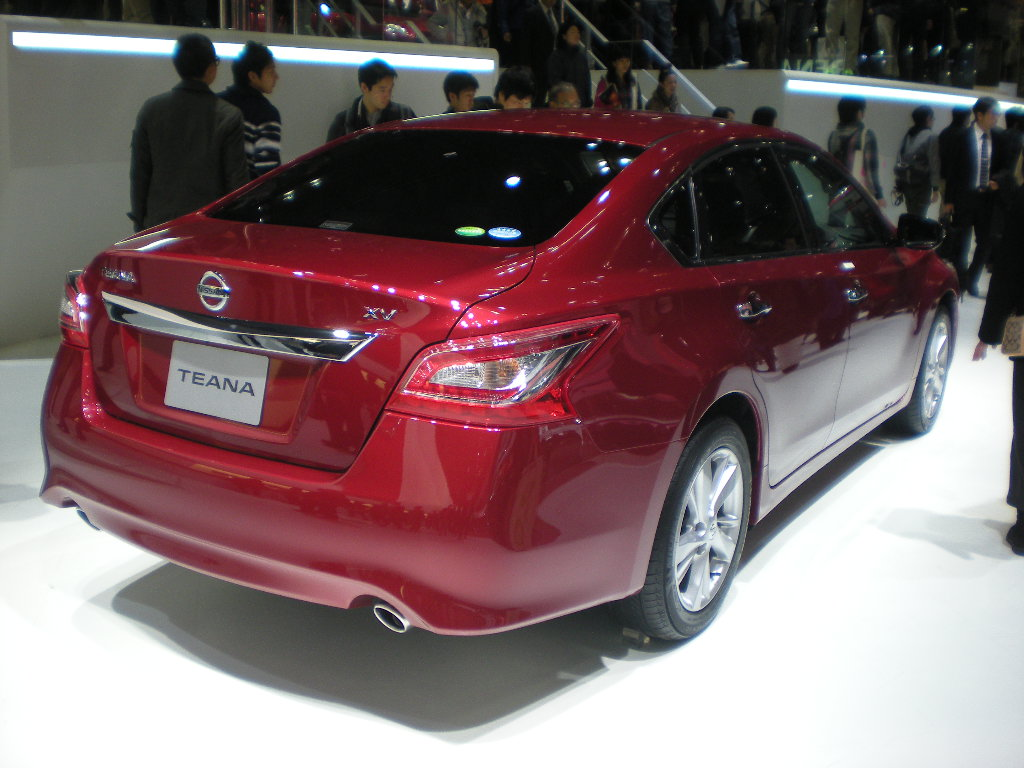
닛산 티아나 후측면

5세대 알티마와 차체를 공유해 개발 비용을 절감했고, 이에 따라 형식도 동일하게 L33으로 되었다. 1세대부터 적용된 6 윈도우를 계승했고, 장시간 주행 시의 피로를 최소화하는 스파이널 서포트 시트가 적용되었다. 새로 설계된 리어 멀티 링크 서스펜션에는 커넥트 부싱이 적용되어 높은 조종 안정성을 실현했다. 직렬 4기통 2.5L 가솔린 엔진만 적용되며, 여기에 CVT를 조합한다. 2세대까지 일본 내수 시장에 존재했던 V형 6기통 3.5L 가솔린 엔진과 4륜구동 사양은 없어졌고, 다만 V형 6기통 3.5L 가솔린 엔진은 러시아, 싱가포르, 베트남 등 일부 소수 국가에서만 판매된다. 중국에서는 전장을 늘린 롱 휠 베이스 모델인 티아나 VIP도 판매된 적이 있었다. 2020년 2월에 일본 사양 모델의 생산이 종료되었고, 7월에 단종되었다.